# نماها (آیووا)
نماها (به انگلیسی: Nemaha) شهری در ایالت آیووا کشور ایالات متحده آمریکا است که جمعیت آن در سرشماری سال ۲۰۱۰ میلادی، ۸۵ نفر بوده‌است.